# Дем'ян Гуджол
Дем'я́н Гу́джол (? — після 1680) — військовий і державний діяч Гетьманщини XVII століття. Полтавський полковник, городовий отаман Полтави, полтавський полковий суддя.

## Біографія
Відомо, що батька Дем'яна звали Іваном. Згідно зі Зборівським реєстром Війська Запорозького 1649 року Іван Гуджол був сотником Багацької сотні Полтавського полку. Його син, Дем'ян (Дьомочка) Гуджол був козаком другої Полтавської сотні того ж полку.
З початком періоду, який історики називають «Руїна» почалася громадянська війна на Гетьманщині. Після підписання гетьманом Юрієм Хмельницьким так званого Слободищенського (Чуднівського) трактату частина козацтва (насамперед на Лівобережжі) не визнала його, підтвердила присягу царю Олексію Михайловичу та почала збройну боротьбу з «хмельниченками». Підтримку лівобережцям надав і білгородський воєвода князь Григорій Ромодановський та слобідське козацтво. В той же час на Полтавщині місцевий полковник Федір Жученко залишився вірним гетьману і з вели запеклі бої як наказний гетьман Яким Сомко (що виступив проти Хмельницького) так і Ромодановський.
Гуджол брав участь у бойових діях прибічників Хмельницького на Лівобережі. Так, полтавчани направили до Опішні загін на чолі із наказним полковником Дьомочкою і осавулом Дахном Чамарою. Білгородський воєвода Ромодановський з метою «искупления вины» на ці козацькі загони направив підрозділи зі, вже захоплених на той час, Лубен, Миргороду, Гадяча, Бахмацьку сотню Ніжинського полку, поставивши на чолі стряпчого Григорія Косогова: «был де бой большой с утра до вечера». Врешті перемогли слобожанці Косогова. 16 (26) травня 1661 року Косогов склав присягу полтавських козаків, серед яких був Гуджол. Посланці заявили, що:
|  | вони де вчинилися в зраді з неволі за проводом Жученка. А Жученко де побіг за Дніпро і нині за Дніпром у містечку Синиці Оригінальний текст (рос.) они де учинились в измене по неволе за проводом Жученка. А Жученко де побежал за Днепр и ныне за Днепром в местечке Синице |

У травні 1661 року Дем'ян Гуджол очолив Полтавський полк, змінивши Жученка. 7 (17) липня 1661 року князь Ромодановський підтвердив його обрання на полковничий уряд, який йому вдалося утримати до кінця 1664 року.
Після Чорної ради на Лівобережжі було знищено будь-яких противників Московського царства. Сомка та його сподвижників було страчено чи репресовано, а інші — зачаїлися. Гетьманом став Іван Брюховецький, тож велика частина старшини почала втрачати свої посади. Гуджол не був причетний до угрупування як «сомківців» так і прихильників Брюховецького. У 1665 році він був зміщений і полтавський пірнач дістався близькому до Брюховецького генеральному хорунжому Григорію Витязенку, що, однак, довго не керував полком.
Дем'ян очолив Полтаву як городовий отаман і керував впродовж 1665—1668 років. Однак, після вбивства ставленика Брюховецького, Григорія Витязенка, Гуджол знову очолив полк 1668 року. Ймовірно у 1671—1672 роках був полковим суддею.
Після обрання гетьманом Лівобережжя Івана Самойловича Гуджол зміг знову повернув собі полтавський полковницький пірнач. На думку історика Володимира Кривошеї: «Самойлович підшукував антизапорозьку опору у Полтаві і розраховував спертися на нього як противагу Жученку». Дем'ян очолював полк ще два роки: з 1672 до 1674 року.
Дем'ян Гуджол після звільнення з полковничого уряду деякий час був без посади (або у значному військовому товаристві), а потім впродовж двох років (1676—1677) тримав отаманство городове у Полтаві, і, ймовірно, на кінець життя три роки був полковим суддею (1678—1680) (за іншими даними він не був вдруге городовим отаманом, а тримав суддівство з 1676 року ).
На думку історика-генеалога Віктора Заруби Дем'ян Гуджол помер після 1680 року.

## Родина та особисте життя
Дем'ян Гуджол відомий також під іменем Дьо́мочка, а прізвище в різних джерелах подається як: Кгу́джол, Гудзель, Гудзоль, Гужель, Гужол, Гожуль.
Самійло Величко в своєму літописі назвав його: «смиренним, побожним, і простодушним чоловіком».
Родичі Дем'яна Гуджола:
- Іван Гуджол — батько Дем'яна, багацький сотник згідно зі Зборівським реєстром Війська Запорозького 1649 року.
- Яків Гуджол — син Дем'яна, сотенний писар першої Полтавської сотні (1721).

Серед полтавської полкової старшини зустрічаються імена інших Гуджолів чи родичів Дем'яна. Наприклад:
- Наум Гужол — військовий товариш Полтавського полку (1665);[1]
- Омелько Дунаєнко Гуджолов зять (1687, серед значного товариства полтавського).[9]

Володів селом Гожули (назване за його прізвищем), що поблизу Полтави.[джерело?]

## Вшанування пам'яті
У місті Полтава провулок Любові Шевцової перейменували на провулок Дем'яна Гуджола.[джерело?]

## Додаткова література
- Полтаві 800 років 1174—1974. Збірник документів і матеріалів. — Київ: Наукова думка, 1974. — 420 с.
- Наливайко І. М. Через літа, через віки / І. М. Наливайко. — Полтава, 1997. — 55 с.